# گورگن-پیراللهی
گورگن-پیراللهی (به لاتین: Gürgən-Pirallahı) یک منطقه مسکونی در جمهوری آذربایجان است که در منطقه خزر از توابع شهر باکو واقع شده است. این ناحیه ۱۴۰۶۰ نفر جمعیت دارد.